# ジョン・ペル
ジョン・ペル（英: John Pell, 1611年3月1日 - 1685年12月12日）は、イングランドの数学者。

## 青年時代まで
サセックスのサウスウィックで生まれる。13歳でケンブリッジ大学トリニティ・カレッジに入学。大学では語学に才能を発揮した。1629年に学士号を取得する以前から、ヘンリー・ブリッグス他の数学者と互角に話せるようになっていた。1630年、Samuel Hartlib が創設し一時期だけ存在した Chichester Academy で講師を務めた。直後に Bathsua Makin の姉妹である Ithamara Reginald と結婚。
1630年代の大部分は Hartlib の影響下で過ごし、教育学、百科全書主義、組合せ論、トリテミウスの隠秘学などを研究していた。1638年、普遍言語を構築し提案。数学では、代数学の範囲を広げることと数表を集中的に研究していた。Hartlibと共に今後も研究者として続けていくための支援を得る努力の一環として、1638年10月 Idea of Mathematics という小論文を出版。これに対して Johann Moriaen とマラン・メルセンヌが興味を持ち、連絡してきた。

## 学者として、外交官として
彼の評判を聞きつけた在オランダイギリス大使のサー・ウィリアム・ボズウェルは、マルティン・ヴァン・デン・ホーヴの死後空席だったアムステルダム大学の数学教授職にペルを推薦し、スターテン・ヘネラールが1944年にペルを選任した。1644年からペルはロンゴモンタヌスとの論争を開始している。論争を有利に進めるため、ペルは様々な著名人に支援を求めた。例えば、ボナヴェントゥーラ・カヴァリエーリ、ルネ・デカルト、トマス・ホッブズ、メルセンヌ、ジル・ド・ロベルヴァルといった人々である。最終的にその論争は1647年 Controversy with Longomontanus concerning the Quadrature of the Circle としてまとめられた。
1646年、オラニエ公フレデリック・ヘンドリックに招待されてブレダに移り住み、1652年までそこで過ごした。
1654年から1658年まで、ペルはオリバー・クロムウェルの政治的代理人としてスイスのプロテスタントが支配する地方に赴いた。ジュネーヴではサミュエル・モーランドと協力して働いた。1657年には、ジュネーヴで「ロニウス (Rhonius)」の名で知られるヨハン・ハインリッヒ・ラーン が数学の弟子になった。ラーンは除算記号 ÷ (obelus) の発明者と言われ、ペルを発明者とする場合もある。ペルはラーンに3列の表形式で計算する手法を教え、1659年にラーンが出版した Teutsche Algebra にも編集者として関わり、その本に除算記号が使われていた。また、この本には後に「ペル方程式」と呼ばれるものも含まれていた。ペルはディオファントス方程式を好んで研究対象にしており、アムステルダムでもそれについて講義していた。誤解が元になっているが、ペルは次の方程式で最もよく知られている。
{\displaystyle ax^{2}+1=y^{2},}
これをペル方程式と呼ぶ。実際この問題はまずピエール・ド・フェルマーが Bernhard Frenicle de Bessy に提示し、1657年に全ての数学者に向けて提示したものである。ペルとこの方程式の関係は、ラーンの著書を通してでしかない。ラーンの著書の Thomas Branker による翻訳版 Translation of Rhonius's Algebra (1668) にはジョン・ウォリスとウィリアム・ブラウンカーの解法が掲載されているが、それらは1659年のラーンの原著にはなかった部分である。ペルが関わった本質的にラーンの作品だった著書のこの新版には、1657年に Frans van Schooten が出版した Exercitationes mathematicae に応えるべく、数論に関する部分が大きく加筆されている。また、初期の大規模な素因数分解表である Table of Incomposits の内容も含まれている。

## 帰国後
イングランドに帰国後、1661年にエセックスFobbingで教区牧師に任命された。1663年、名誉神学博士号を授与され、王立協会フェローにも選ばれた。同じ頃、主教 Gilbert Sheldon にエセックスLaindonの教区牧師の職を提示された。Sheldonは彼がこの地位を名誉職として扱うことを期待していた。このころ彼は Brereton Hall で William Brereton, 3rd Baron Brereton の数学教師として過ごしている。
1673年、ロンドンでライプニッツに会い、自身の数学的成果が François Regnaud やガブリエル・ムートンに予期されていたことを伝えることができた。ペルの数学への情熱は、教会での出世と私生活によって妨げられたように見える。一時期ペルは King's Bench Prison に債務者として収監されていた。1682年にはホイッスラー医師の招待で College of Physicians に住んでいたが、亡くなったのは St Giles-in-the Fields という教会のリーダーCothorne氏の家だった。

## 業績
ペルの手稿の多くは、ウェストミンスター・スクールの校長だった Richard Busby の手に渡り、その後王立協会の所有となった。大英図書館に40冊の紙ばさみの分量が保管されており、ペルの自伝的回想録だけでなく、同時代の数学者たちとの手紙が含まれている。
主な著作は次の通り。
- Astronomical History of Observations of Heavenly Motions and Appearances (1634)
- Ecliptica prognostica (1634)
- An Idea of Mathematicks (1638)
- Controversy with Longomontanus concerning the Quadrature of the Circle (1646?)
- A Table of Ten Thousand Square Numbers (fol.; 1672).

Idea は短い声明である。そこには3つの提案が書かれている。1つは数学の百科事典と文献目録の作成、2つめはしっかりした財政支援に支えられた数学の研究機関設立と文書や器具の収集、3つめは数学の最先端を集成した3巻の教科書の編纂である。

## 子孫
ジョン・ペルの兄弟トーマス・ペル（医師）が1670年に亡くなり、ジョン・ペルの息子が現在のニューヨーク州にある土地を相続し、そこ (Pelham) に領主として住んだ。その子孫はアメリカで政治家の家系として続き、下院議員 Herbert Pell や上院議員クレイボーン・ペルを輩出している。